# Герб Райгородка
Герб Райгородка затверджений рішенням Райгородоцької сільської ради.

## Опис герба
На зеленому полі срібна балка. У верхній частині золоті шишечка хмелю з черешками та трьома листками у вигляді трикутника. У нижній частині три золоті ялинки, дві і одна. Щит розміщений у золотому картуші, верхня половина якого еклектична, а нижня утворена з колосків, унизу якого на золотій стрічці чорними літерами — «Райгородок», під стрічкою чорними цифрами — 1649. Щит увінчаний золотою сільською короною. 
Автор — В. Сватула, зобразив О. Маскевич.